# Munawwaruz Zaman
Munawwaruz Zaman, född den 2 april 1950, död 28 juli, 1994 i Karachi, Pakistan, var en pakistansk landhockeyspelare.
Han tog OS-silver i herrarnas landhockeyturnering i samband med de olympiska sommarspelen 1972 i München.
Han tog OS-brons i samma gren i samband med de olympiska sommarspelen 1976 i Montréal.